# Schizophonic (албум на Джери Халиуел)
Schizophonic е дебютният студиен албум на английската певица Джери Халиуел, издаден през 1999 година. Албумът успява да достигне четвърто място във Великобритания.

## Списък с песните
1. „Look at Me“ – 4:31
2. „Lift Me Up“ – 3:52
3. „Walkaway“ – 5:03
4. „Mi Chico Latino“ – 3:16
5. „Goodnight Kiss“ – 4:20
6. „Bag It Up“ – 3:46
7. „Sometime“ – 4:01
8. „Let Me Love You“ – 3:45
9. „Someone's Watching Over Me“ – 4:15
10. „You're in a Bubble“ – 3:27